# Hopea erosa
Hopea erosa là loài thực vật nằm trong họ Dầu. Thường thấy nó phân bố tự nhiên ở Ấn Độ